# Benjamin Almoneda

Bischofswappen von Benjamin Almoneda

Benjamin de Jesus Almoneda (* 11. April 1930 in Naga City; † 6. Januar 2023 in Manila) war ein philippinischer Geistlicher und römisch-katholischer Bischof von Daet.

## Leben
Benjamin de Jesus Almoneda studierte Philosophie und Theologie am Priesterseminar San Jose in Quezon City. Er belegte auch spezielle Kurse in Liturgie und Katechese in Rom. Am 22. März 1958 empfing er die Priesterweihe für das Erzbistum Caceres. Er war als Seelsorger, Rektor und Pfarrer verschiedener kirchlicher Einrichtungen tätig, bevor er in den 1980er Jahren als Rektor des Päpstlichen Philippinischen Kollegs in Rom eingesetzt wurde.
Papst Johannes Paul II. ernannte ihn am 19. Dezember 1989 zum Titularbischof von Thimida und zum Weihbischof in Daet. Der Papst persönlich spendete ihm am 6. Januar des nächsten Jahres die Bischofsweihe; Mitkonsekratoren waren Giovanni Battista Re, Offizial des Staatssekretariates, und Miroslav Stefan Marusyn, Sekretär der Kongregation für die orientalischen Kirchen.
Am 7. Juni 1991 wurde er zum Bischof von Daet ernannt. Am 4. April 2007 nahm Papst Benedikt XVI. sein aus Altersgründen vorgebrachtes Rücktrittsgesuch an. Benjamin Almoneda starb am 6. Januar 2023 im Alter von 92 Jahren in Manila.